# Indicator (album)
Indicator è il nono album di inediti del duo darkwave tedesco Deine Lakaien. è anche il primo album di inediti a 5 anni di distanza dal predecessore April skies.

## Tracce
1. One night - 3.54
2. Who'll save the world? - 4.24
3. Gone - 4.04
4. Immigrant - 4.47
5. Blue heart - 4.12
6. Europe - 5.26
7. Along our road - 4.51
8. Without your words - 3.59
9. Six o'clock - 4.04
10. Go away bad dreams - 4.37
11. On your stage again - 4.55
12. The old man is dead - 4.06

## Formazione
- Alexander Veljanov - cantante
- Ernst Horn - polistrumentista